# Gymnastique aux Jeux olympiques de 1920
Navigation
Stockholm 1912 Paris 1924
La Gymnastique aux jeux Olympiques de 1920 fut disputée au stade de Beerschot du 23 au 27 août 1920. Il y eut quatre compétitions, auxquelles 250 athlètes représentant 11 nations participèrent.

## Gymnastique artistique

### Tableau des médailles
| Rang  | Pays     | Médaille d'or | Médaille d'argent | Médaille de bronze | Total |
| 1     | Italie   | 2             | 0                 | 0                  | 2     |
| 2     | Danemark | 1             | 1                 | 0                  | 2     |
| 3     | Suède    | 1             | 0                 | 0                  | 1     |
| 4     | France   | 0             | 1                 | 2                  | 3     |
| 5     | Belgique | 0             | 1                 | 1                  | 2     |
| 6     | Norvège  | 0             | 1                 | 0                  | 1     |
| Total | Total    | 4             | 4                 | 3                  | 11    |

### Concours général individuel hommes
25 athlètes de 7 nations ont concouru, la compétition ayant lieu le 26 août 1920. Les cinq engins du concours général étaient : sol, barre fixe, barres parallèles, anneaux et cheval d'arçon. Le format de la compétition était basé sur huit exercices, un exercice libre au sol, un exercice libre et un exercice imposé à la barre fixe, aux barres parallèles et aux anneaux et un exercice libre au cheval d'arçon. Chaque exercice était noté sur 12 points, le score maximal théorique étant donc de 96 points.
| Médaille                            | Nom             | Pays   | Points |
| ----------------------------------- | --------------- | ------ | ------ |
| Médaille d'or, Jeux olympiques      | Giorgio Zampori | Italie | 88,35  |
| Médaille d'argent, Jeux olympiques  | Marco Torrès    | France | 87,62  |
| Médaille de bronze, Jeux olympiques | Jean Gounot     | France | 87,45  |

(cinquième Turner, de Belfort, sixième Greech, d'Alger)

### Concours général par équipes hommes
120 athlètes de 5 nations ont concouru, la compétition ayant lieu les 23 et 24 août 1920.

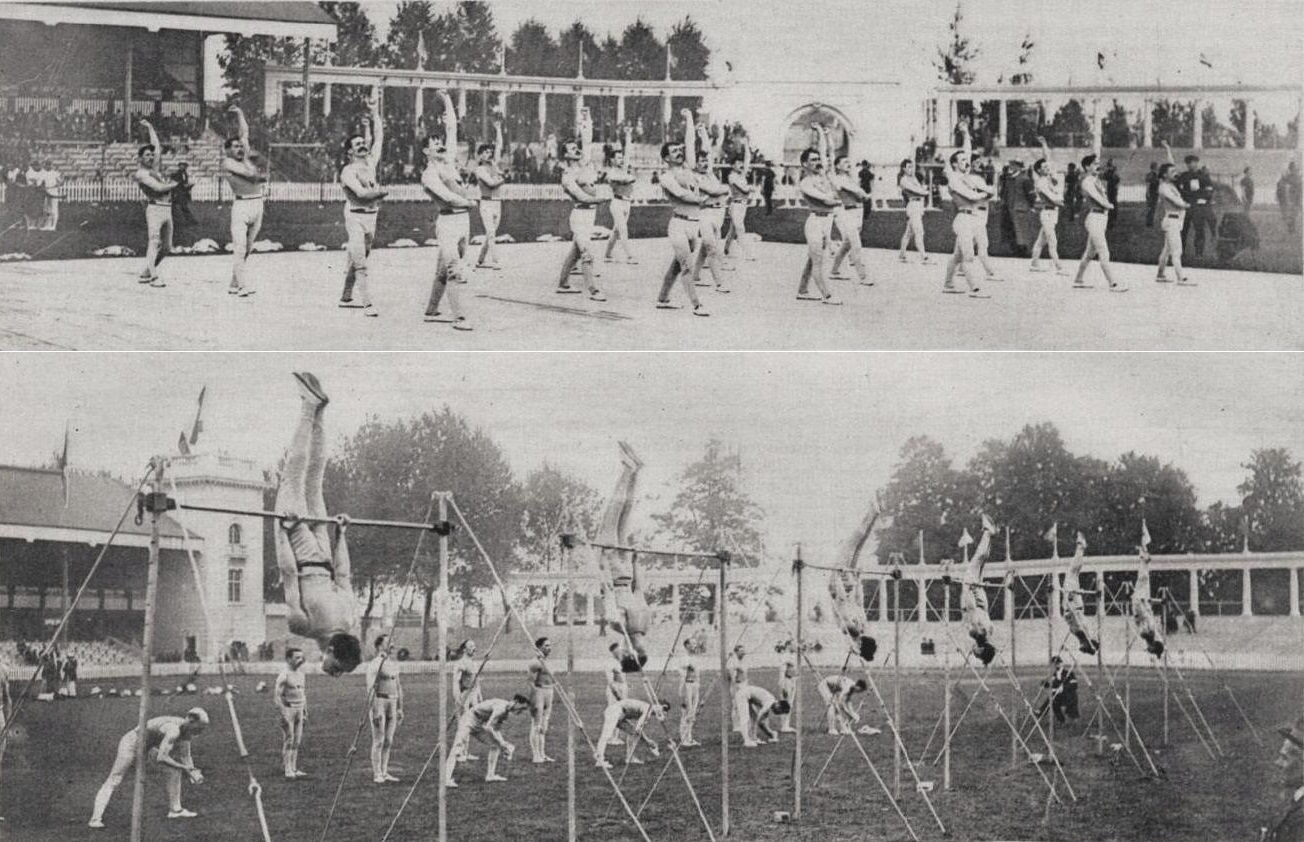
L'équipe française de gymnastique, sans ou avec agrès, troisième aux JO d'Anvers en 1920.

| Médaille                            | Nom | Pays     | Points |
| ----------------------------------- | --- | -------- | ------ |
| Médaille d'or, Jeux olympiques      | Arnaldo Andreoli Ettore Bellotto Pietro Bianchi Fernando Bonatti Luigi Cambiaso Luigi Contessi Carlo Costigliolo Luigi Costigliolo Giuseppe Domenichelli Roberto Ferrari Carlo Fregosi Romualdo Ghiglione Ambrogio Levati Francesco Loi Vittorio Lucchetti Luigi Maiocco Ferdinando Mandrini Lorenzo Mangiante Antonio Marovelli Michele Mastromarino Giuseppe Paris Manlio Pastorini Ezio Roselli Paolo Salvi Giovanni Tubino Giorgio Zampori Angelo Zorzi | Italie   |        |
| Médaille d'argent, Jeux olympiques  | Eugène Auwerkeren Théophile Bauer Francois Claessens Auguste Cootmans François Gibens Albert Haepers Domien Jacob Félicien Kempeneers Jules Labéeu Hubert Lafortune Auguste Landrieu Charles Lannie Constant Loriot Ferdinand Minnaert Nicolaas Moerloos Louis Stoop Jean Van Guysse Alphonse Van Mele François Verboven Jean Verboven Julien Verdonck Joseph Verstraeten Georges Vivex Julianus Wagemans                                                   | Belgique |        |
| Médaille de bronze, Jeux olympiques | Georges Berger Émile Boitelle Emile Bouchès René Boulanger Alfred Buyenne Eugène Cordonnier Léon Delsarte Lucien Démanet Paul Durin Victor Duvant Fernand Fauconnier Arthur Hermann Albert Hersoy André Higelin Auguste Hoël Louis Kempe Georges Lagouge Paulin Lemaire Ernest Lespinasse Jules Pirard Eugène Pollet Georges Thurnherr Marco Torrès François Walker Julien Wartelle Paul Wartelle                                                           | France   |        |

### Système libre par équipes hommes
46 athlètes de 2 nations ont concouru, la compétition ayant lieu le 27 août 1920.
Seules deux équipes ont concouru : le Danemark et la Norvège. Or les deux juges étaient le Danois Clod Hansen et le Norvégien Johannes Dahl. Hansen donna de mauvaises notes à la Norvège, et la victoire alla au Danemark.
| Médaille                            | Nom | Pays          | Points        |
| ----------------------------------- | --- | ------------- | ------------- |
| Médaille d'or, Jeux olympiques      | Georg Albertsen Rudolf Andersen Viggo Dibbern Fritz Eisenöe Aage Frandsen Hans Trier Hansen Hugo Helsten Harry Holm Herold Jansson Robert Johnsen Christian Juhl Vilhelm Lange Svend Madsen Peder Marcussen Peder Møller Lukas Nielsen Niels Turin Nielsen Oluf Olsen Steen Olsen Christian Petersen Hans Rønne Harry Sørensen Christian Thomas Knud Vermehren                                                | Danemark      | 51,35         |
| Médaille d'argent, Jeux olympiques  | Alf Aanning Karl Aas Jørgen Andersen Gustav Bayer Jørgen Bjørnstad Asbjørn Bodahl Eilert Bøhm Trygve Bøyesen Ingolf Davidsen Håkon Endreson Jacob Erstad Harald Færstad Hermann Helgesen Petter Hol Otto Johannessen John Anker Johansen Torbjørn Kristoffersen Henrik Nielsen Jacob Opdahl Arthur Rydstrøm Frithjof Sælen Bjørn Skjærpe Wilhelm Steffensen Olav Sundal Reidar Tønsberg Lauritz Wigand-Larsen | Norvège       | 48,55         |
| Médaille de bronze, Jeux olympiques | non attribuée | non attribuée | non attribuée |

### Système suédois par équipes hommes
73 athlètes de 3 nations ont concouru, la compétition ayant lieu le 26 août 1920.
L'épreuve consistait en 11 exercices calisthéniques. Des points pour chaque exercice étaient attribués par six juges à chaque équipe sur une échelle de 0 à 20. En outre, chacun des onze exercices avait un coefficient de difficulté. Enfin chaque juge attribuait une douzième note globale pour l'esthétique et la précision de l'exercice. Au total, chaque juge pouvait donc attribuer 1500 points. Les notes des six juges étaient enfin moyennées pour obtenir la note globale de l'équipe.
| Médaille                            | Nom | Pays     | Points |
| ----------------------------------- | --- | -------- | ------ |
| Médaille d'or, Jeux olympiques      | Fausto Acke Albert Andersson Arvid Andersson-Holtman Helge Bäckander Bengt Bengtsson Fabian Biörck Erik Charpentier Sture Ericsson-Ewréus Konrad Granström Helge Gustafsson Åke Häger Ture Hedman Sven Johnson Sven-Olof Jonsson Karl Lindahl Edmund Lindmark Bengt Mohrberg Frans Persson Klas Särner Curt Sjöberg Gunnar Söderlindh John Sörenson Erik Svensén Gösta Törner                                                           | Suède    |        |
| Médaille d'argent, Jeux olympiques  | Johannes Birk Frede Hansen Frederik Hansen Kristian Hansen Hans Jakobsen Aage Jørgensen Alfred Frøkjær Jørgensen Alfred Ollerup Jørgensen Arne Jørgensen Knud Kirkeløkke Jens Lambæk Kristian Larsen Kristian Madsen Niels Erik Nielsen Niels Kristian Nielsen Dynes Pedersen Hans Pedersen Johannes Pedersen Peter Dorf Pedersen Rasmus Rasmussen Hans Christian Sørensen Hans Laurids Sørensen Søren Sørensen Georg Vest Aage Walther | Danemark |        |
| Médaille de bronze, Jeux olympiques | Paul Arets Léon Bronckaert Léopold Clabots Jean-Baptiste Claessens Léon Darrien Lucien Dehoux Ernest Deleu Émile Duboisson Ernest Dureuil Joseph Fiems Marcel Hansen Louis Henin Omer Hoffman Félix Logiest Charles Maerschalck René Paenhuijsen Arnold Pierret René Pinchart Gaspard Pirotte Augustien Pluys Léopold Son Édouard Taeymans Pierre Thiriar Henri Verhavert                                                               | Belgique |        |